# Montuhotep (reina)
Montuhotep fue una reina del Antiguo Egipto del Segundo período intermedio, esposa del faraón Dyehuti. Su título principal fue el de Gran Esposa Real. Otro título que tuvo fue el de Khenemet-nefer-hedjet (ella, la que está unida a la corona blanca).
| mn · n | T | Htp · t · p |

| mn · n | T | Htp · t · p |

La reina Montuhotep es conocida por su ajuar funerario encontrado entre 1822 y 1825 cerca de Tebas en Dra Abu el-Naga por el excavador italiano Giuseppe Passalacqua. Éste encontró un cofre canópico con cajas de cosméticos. Más tarde, los objetos fueron vendidos a Berlín. Alrededor de 1832 John Gardner Wilkinson copió las inscripciones de un ataúd nombrando una reina de ese nombre. El ataúd original está hoy perdido. Sobre el mismo se establece que fue la hija del visir Senebhenaf y de una mujer llamada Sobekhotep. El interior fue decorado con diferentes conjuros, muchos de los cuales pertenecen la Libro de los Muertos egipcio. Su ataúd es una de las fuentes más tempranas de esta composición funeraria. No está totalmente aclarado si el ataúd y el cofre canópico fueron encontrados en la misma tumba. Giuseppe Passalacqua describió la tumba y mencionó un sarcófago antropoide ricamente decorado con imágenes de deidades. Sin embargo, el copiado por Wilkinson es rectangular y sin decoraciones. A partir de esto, Herbert Winlock, observando la evidencia concluyó que hubo dos reinas con el nombre de Montuhotep. Una fue la esposa del rey Djehuti, la otra es conocida por su ataúd. Con la caja de cosméticos fueron encontrados algunos otros objetos, incluyendo varios frascos de alabastro. Sin embargo, estos frascos pertenecieron, por su estilo, a la dinastía XXV.

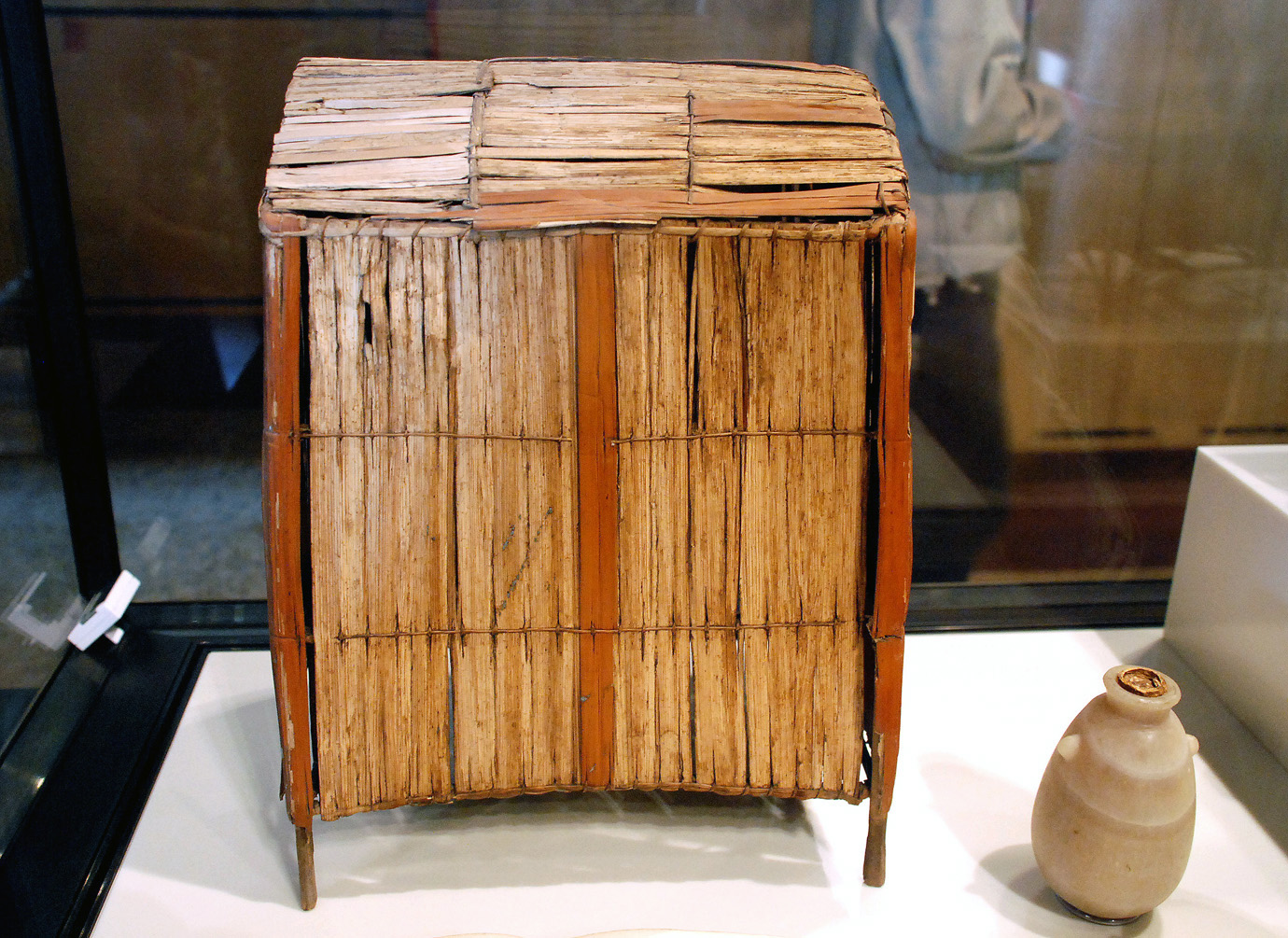
Cofre para las cajas de cosméticos de la reina Montuhotep. Neues Museum, Berlín, Alemania

El cofre canópico le fue dado a la reina Montuhotep por el rey Dyehuti, como indica una dedicación inscrita en el mismo. Dentro del mismo fueron encontradas dos cajas de cosméticos hechas de madera y papiro. Hoy en día se encuentran exhibidas en el Neues Museum de Berlín, con el número de catálogo AM 1176-1182. Dentro de la caja se encontraron frascos de alabastro y una cuchara cosmética. El cofre canópico está también en el mismo museo berlinés con el número 1175.